# Bilytske
Bilytske (em ucraniano:  Білицьке, em russo:  Белицкое) é uma cidade da Ucrânia, situada no Oblast de Donetsk. Tem 2,05 km² de área e sua população em 2020 foi estimada em 8.047 habitantes.